# Luigi Nono

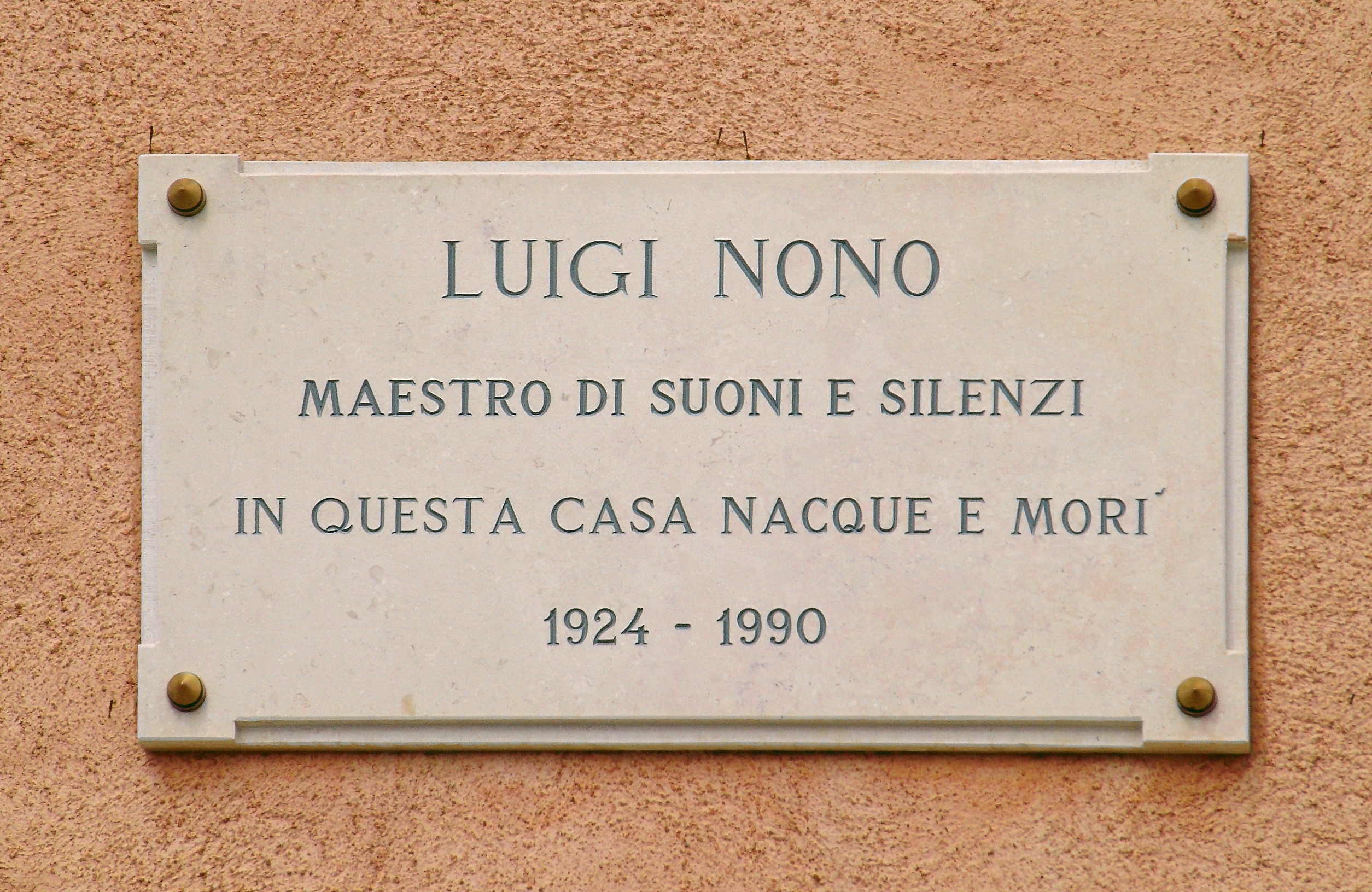
Placa com o nome de Luigi Nono em Veneza

Luigi Nono (Veneza, 29 de janeiro de 1924 — 8 de maio de 1990) foi um compositor italiano de música contemporânea.
Casou-se com Nuria Schönberg, filha de Arnold Schönberg, o grande revolucionário da música da primeira metade do século XX. Nuria e Nono permaneceram juntos e casados até a morte do compositor.

## Escola de Darmstadt
Criada por Wolfgang SteineckeNo em 1946 na cidade de Armstadt, a Escola Internacional de Verão promovia a ascensão da nova música. Música essa dedicada à composição serial (iniciada por Arnold Schoenberg). Foi nesse festival que Luigi Nono viria a conhecer compositores que – junto com ele – constituiriam a essência daquela vanguarda de pós-guerra: Karlheinz Stockhausen e Pierre Boulez.

## Política e música
Luigi Nono passou a representar um dos compositores mais radicais desse grupo, muito devido a sua militância política. Seu interesse pela política era tanto que passou a combinar com frequência textos políticos radicais com música revolucionária. A sua ligação a Schöenberg foi bem para além do uso do serialismo nas suas primeiras obras; o indício mais evidente é o fato de sua primeira obra orquestral, estreada em Darmstadt em 1950, chamar-se Variazioni canoniche sulla serie dell'op.41 di Arnold Schoenberg; e obviamente, também por 5 anos depois, ter casado com Nuria, filha de Schöenberg.